# Liste des clochers-murs de la Lozère
Cet article recense les édifices religieux de la Lozère, en France, munis d'un clocher-mur.

## Liste

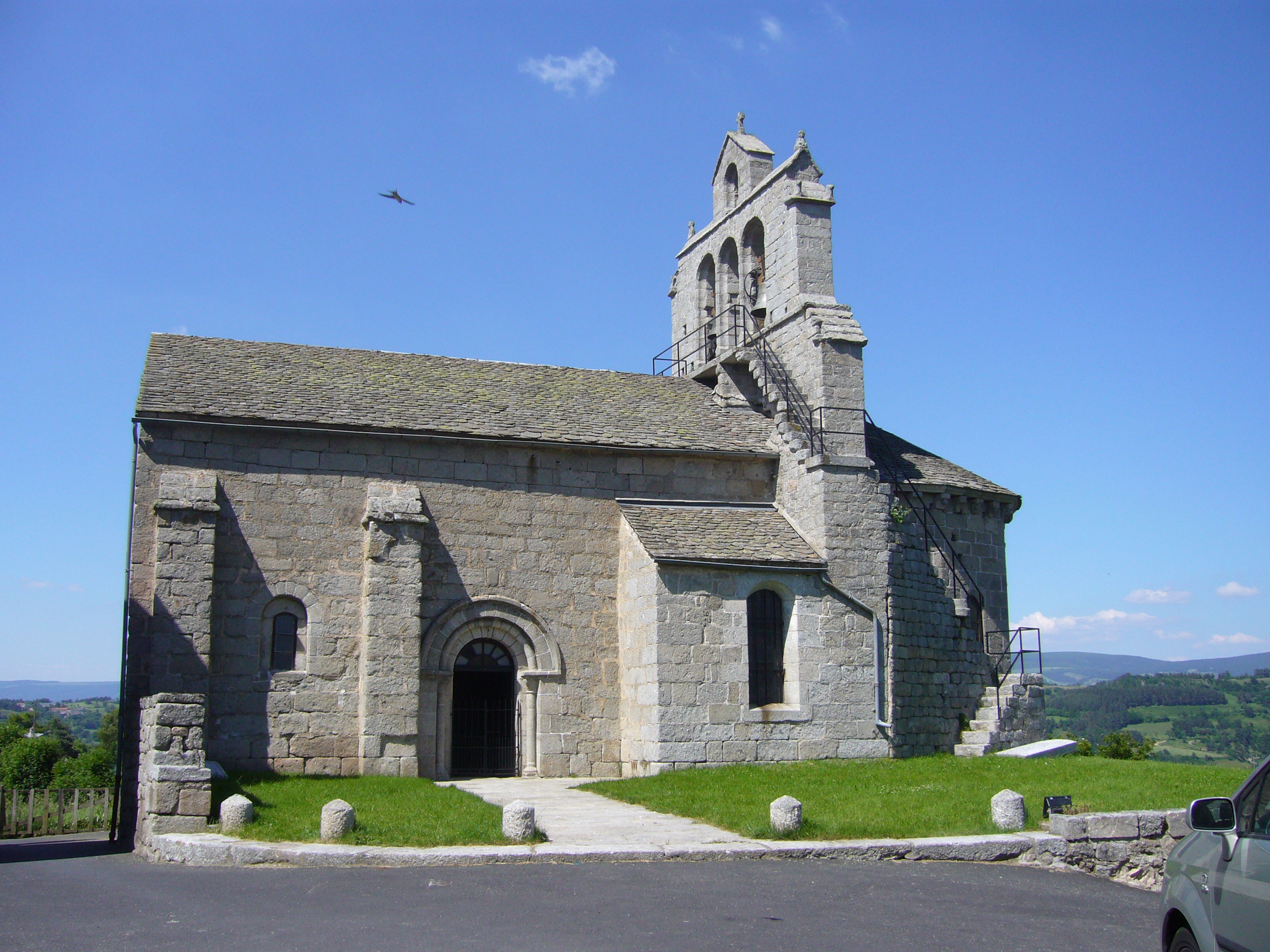
Église Saint-Mary d'Albaret-Sainte-Marie
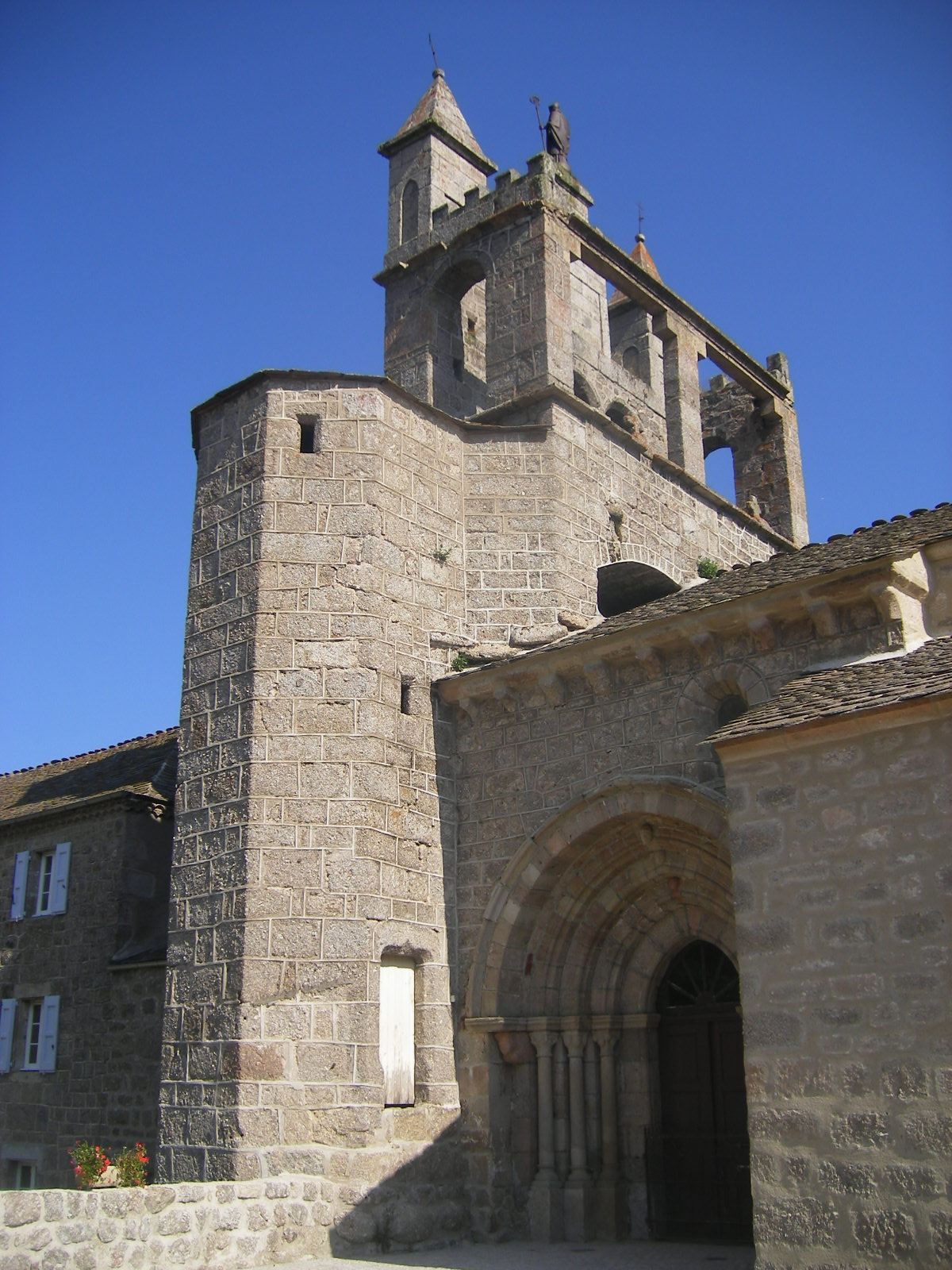
Chaudeyrac
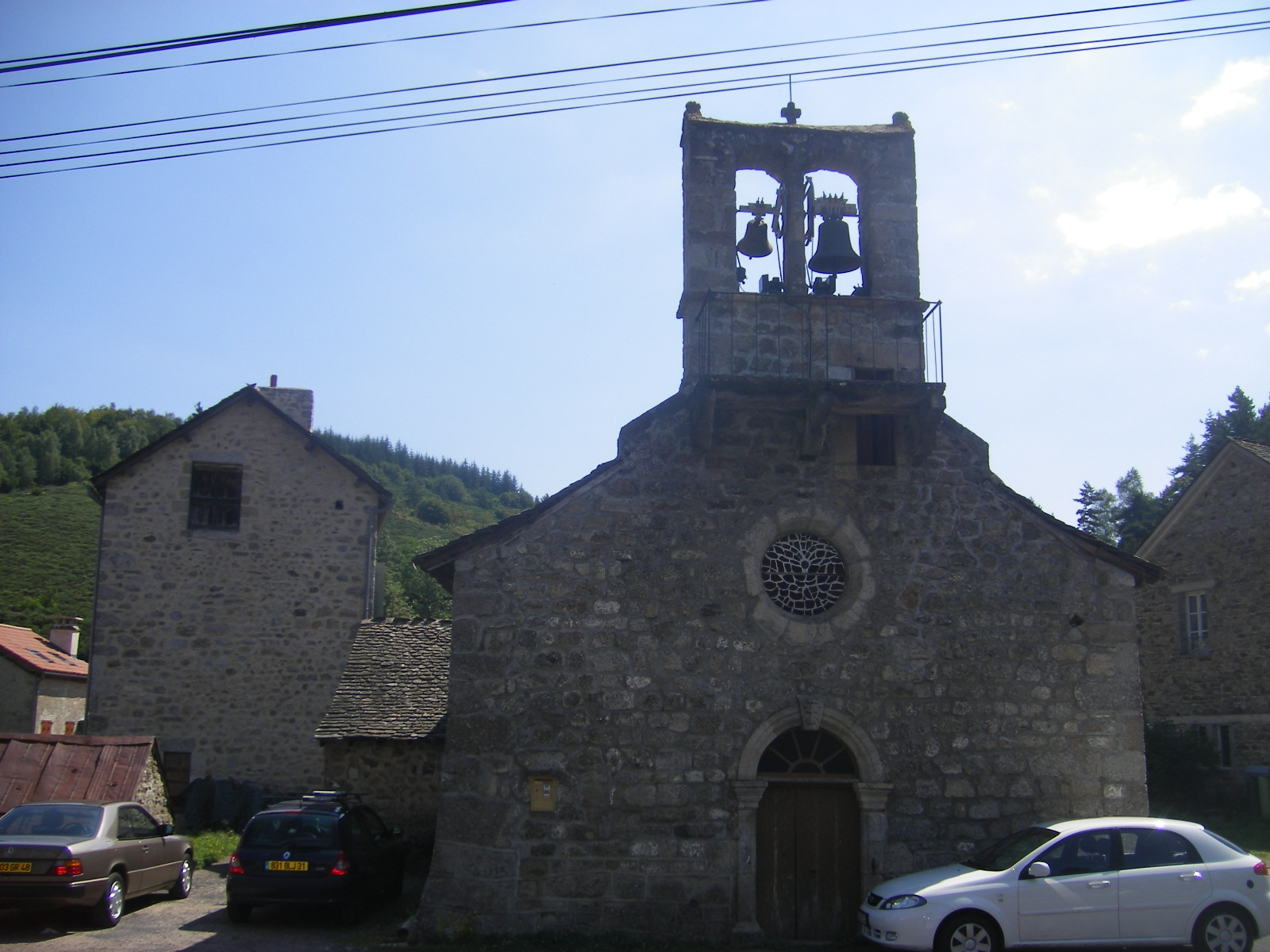
Cheylard-l'Evêque
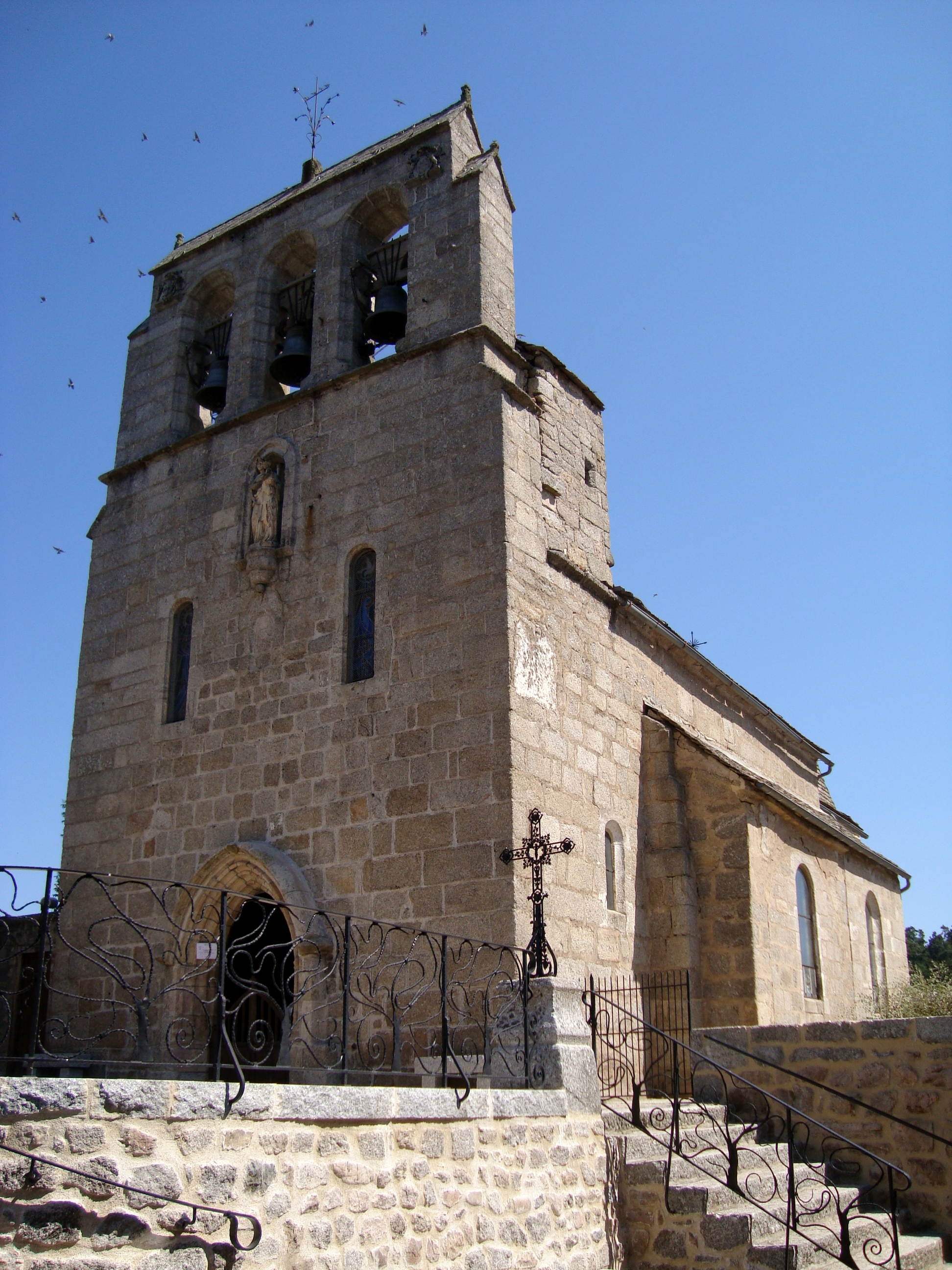
Fournels
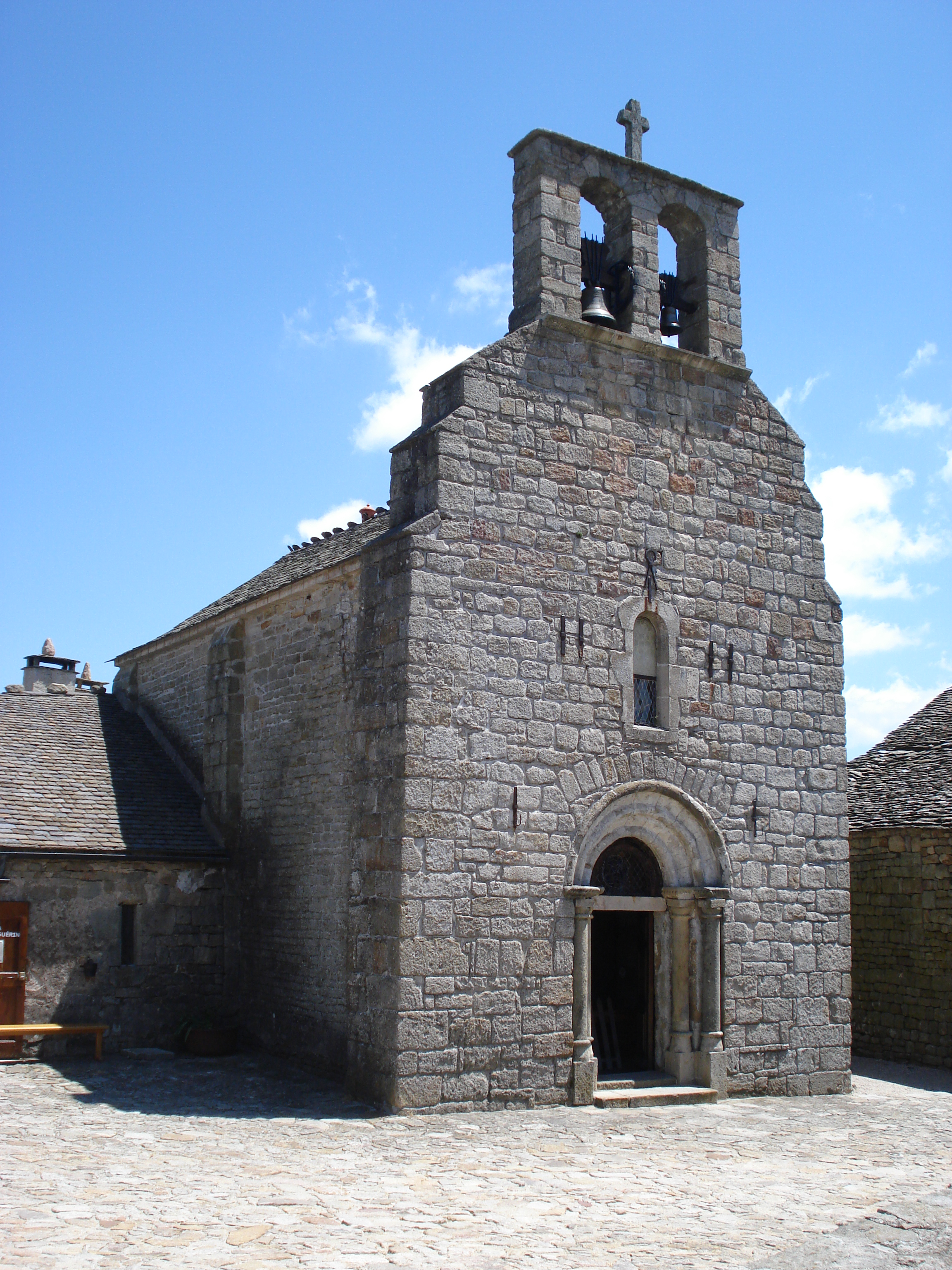
église Saint-Michel de La Garde-Guérin
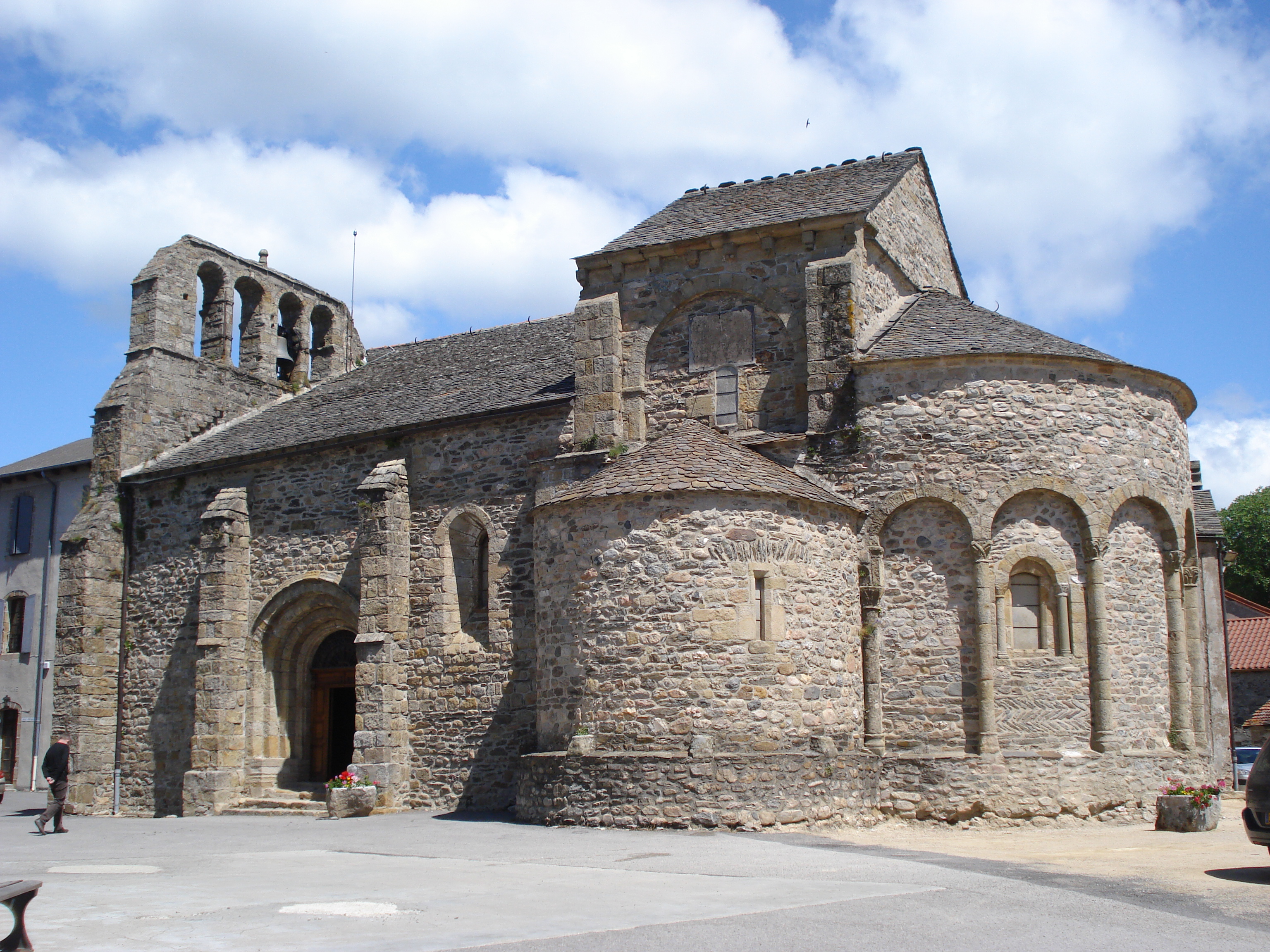
Prévenchères
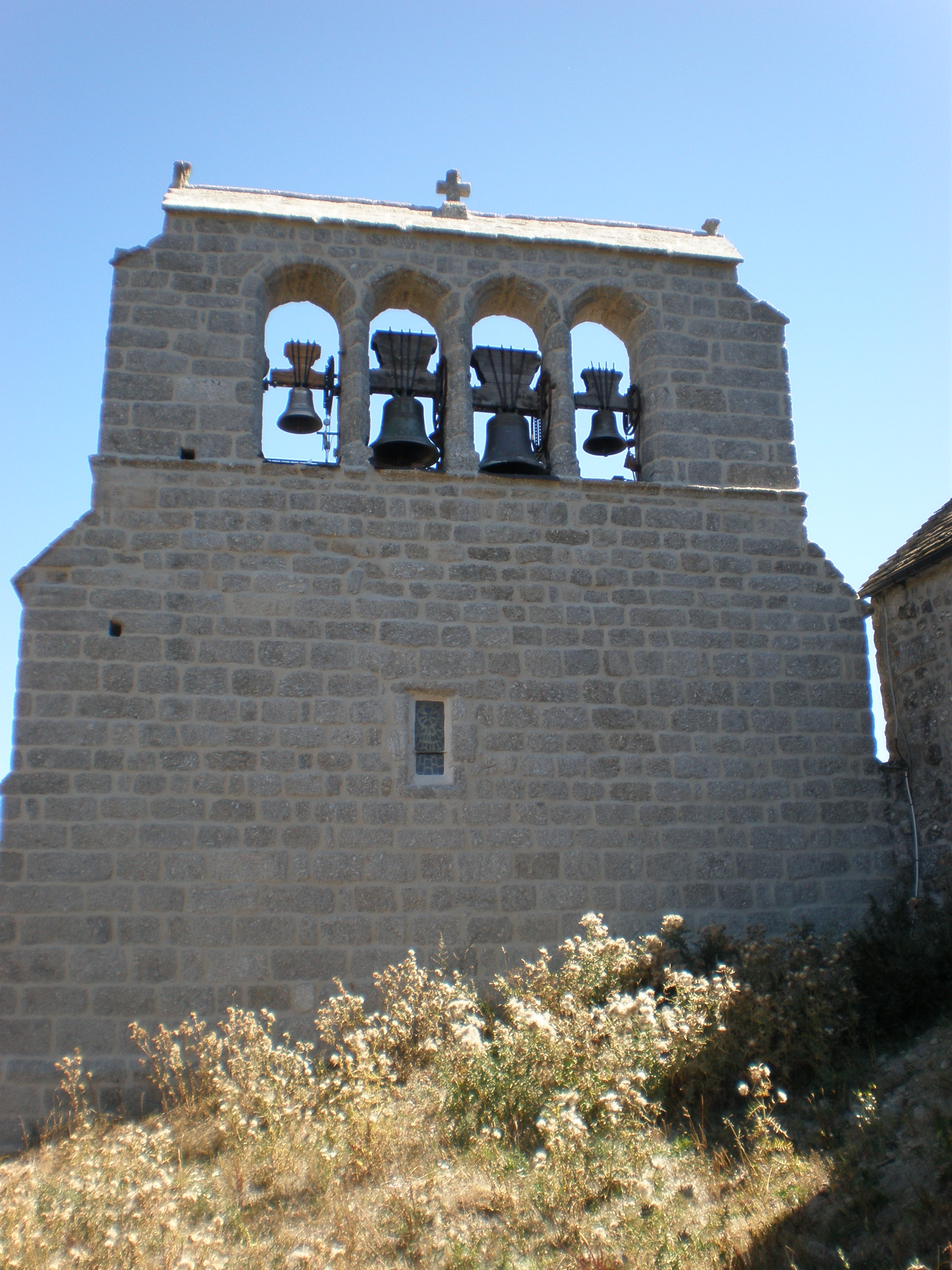
Prinsuéjols
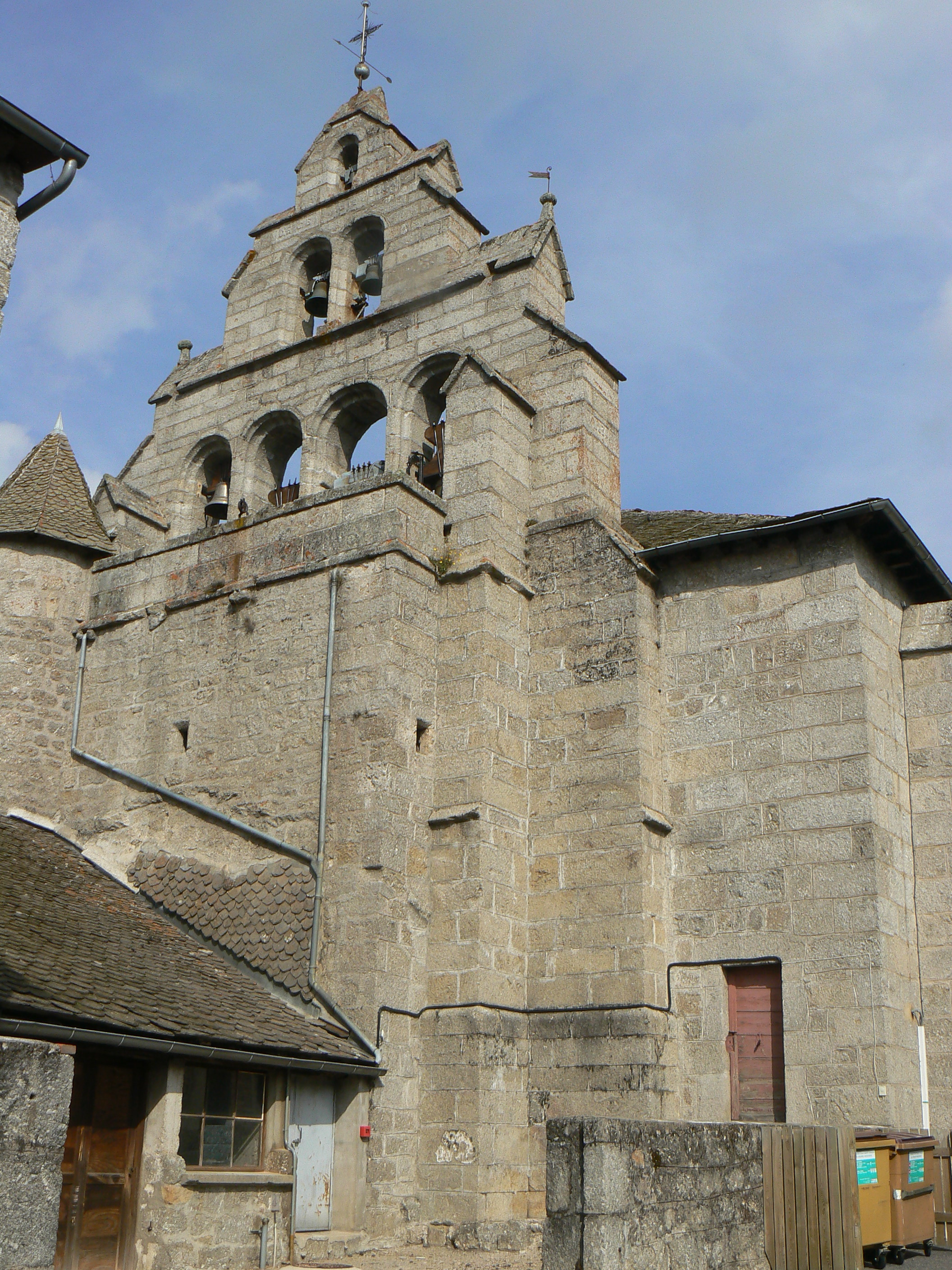
Rieutort-de-Randon
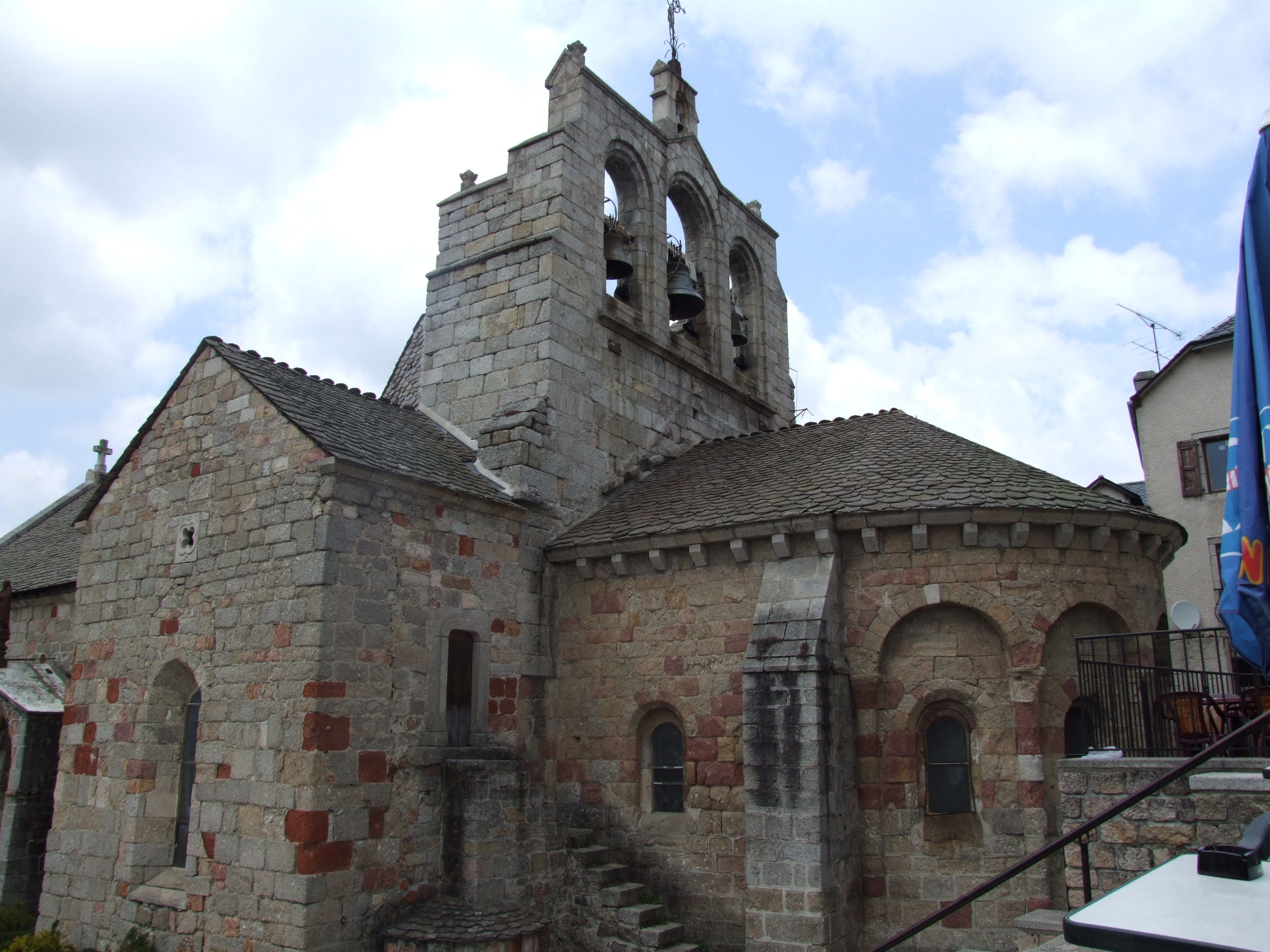
Saint-Alban-sur-Limagnole
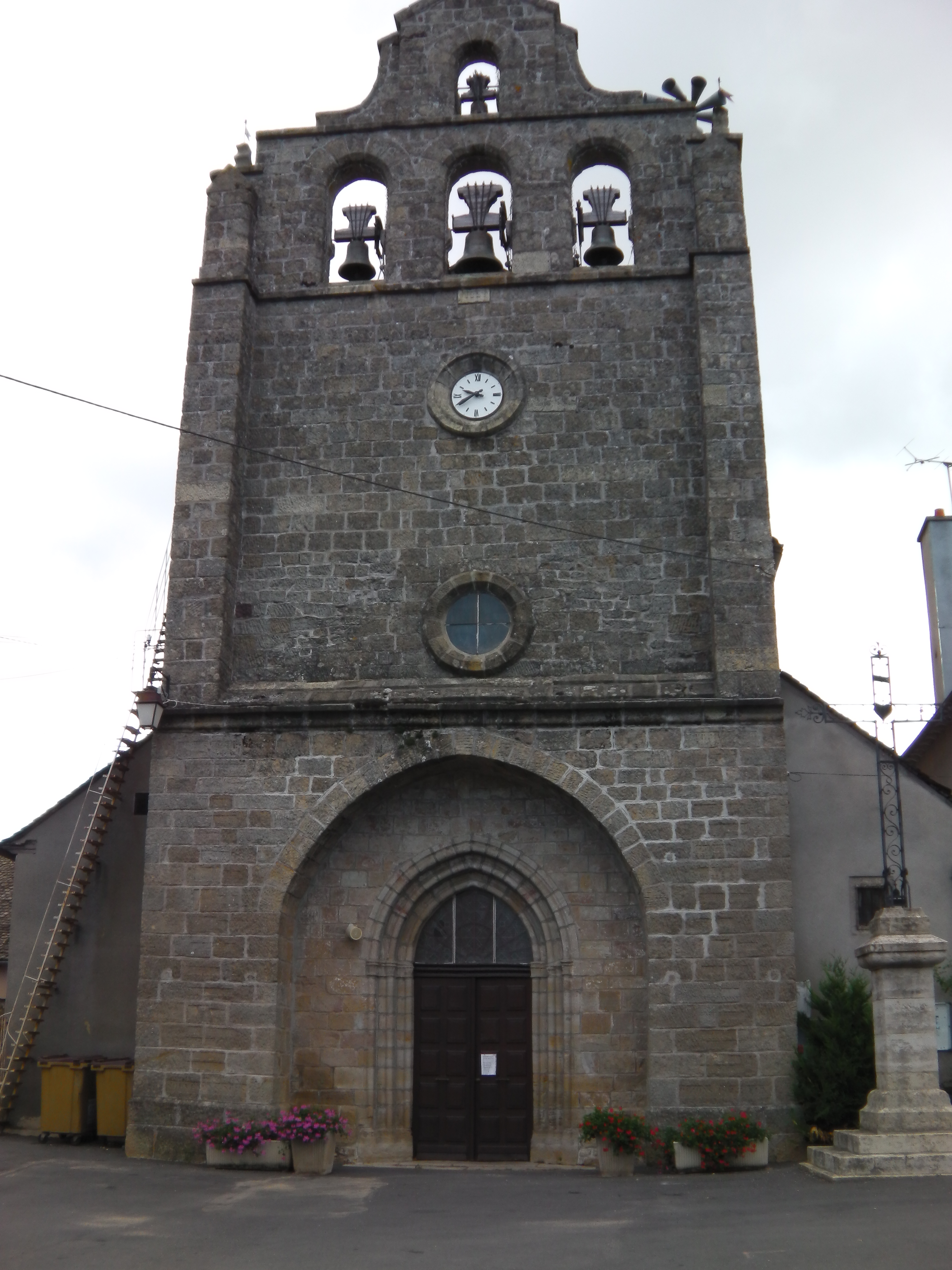
Saint-Germain-du-Teil
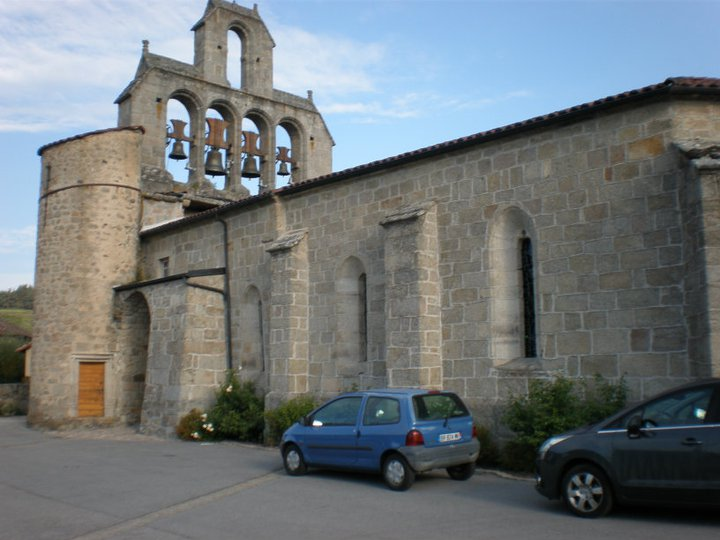
Saint-Léger-du-Malzieu
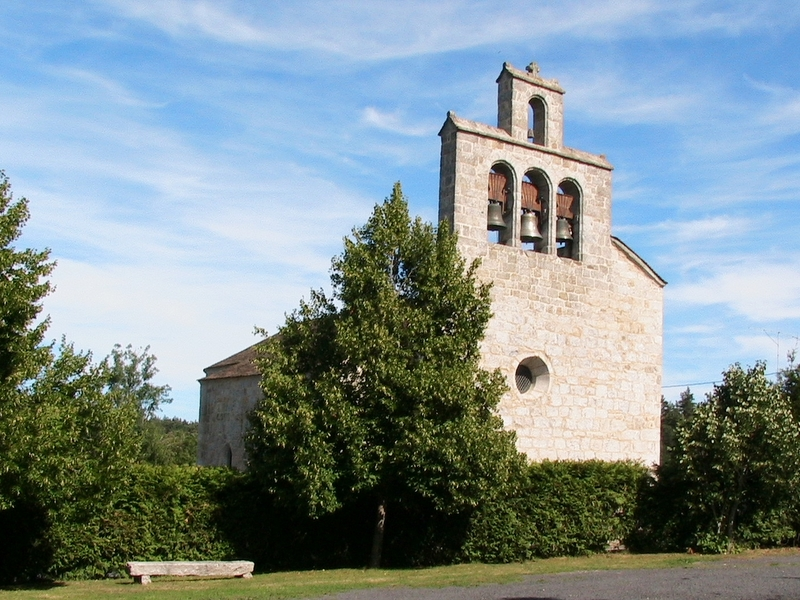
Vareilles à Saint-Pierre-le-Vieux

- Albaret-le-Comtal
- Albaret-Sainte-Marie
- Allenc
- Blavignac
- Brion
- Chastanier
- Chauchailles
- Chaudeyrac
- Chaulhac
- Cheylard-l'Évêque
- Cubiérettes
- La Fage-Montivernoux
- Fau-de-Peyre
- Fontanes
- Fontans
- Fournels
- Fraissinet-de-Lozère
- Julianges
- La Garde-Guérin
- Laubert
- Luc
- Les Monts-Verts (Arcomie et Le Bacon)
- Noalhac
- Prévenchères
- Prinsuéjols
- Prunières
- Ribennes
- Rieutort-de-Randon
- Rimeize
- Rocles
- Saint-Alban-sur-Limagnole
- Saint-Amans
- Saint-Bonnet-de-Montauroux
- Saint-Denis-en-Margeride
- Saint-Germain-du-Teil
- Saint-Léger-du-Malzieu
- Saint-Privat-du-Fau
- Saint-Pierre-le-Vieux (Vareilles)